# Roman Hoppe

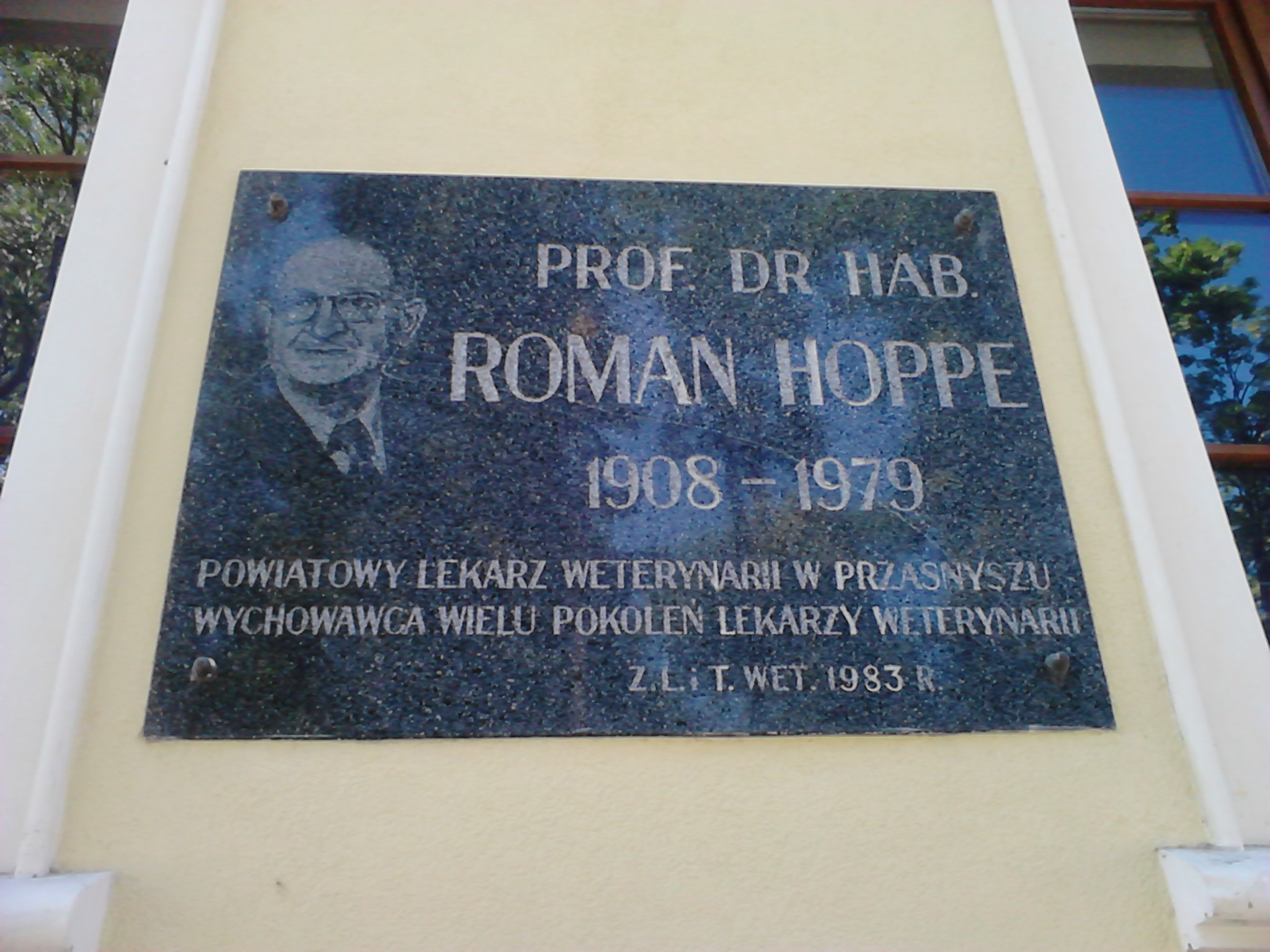
Tablica ku pamięci Romana Hoppego na budynku dawnego starostwa powiatowego w Przasnyszu

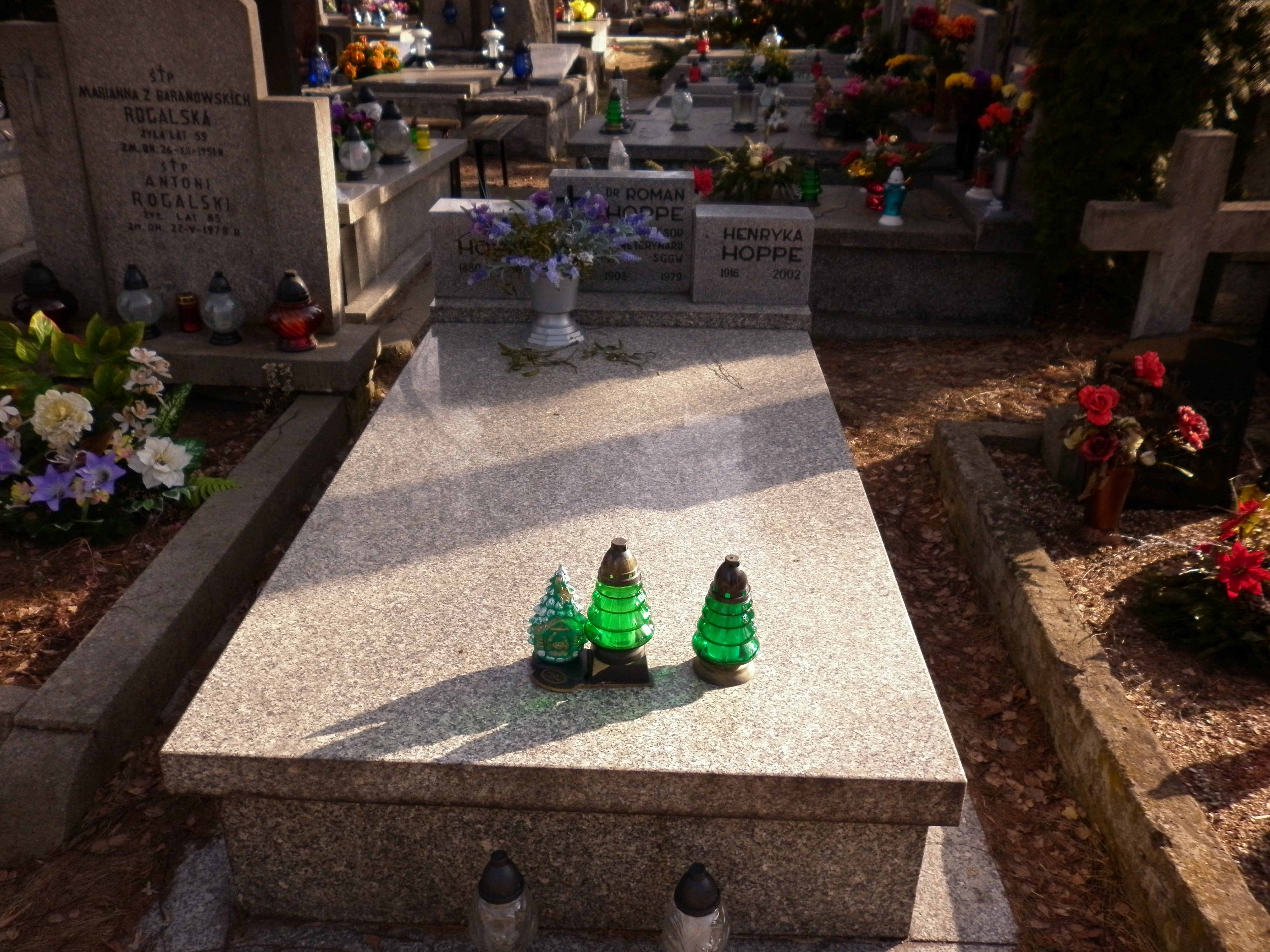
Grób na cmentarzu w Marysinie Wawerskim

Roman Hoppe (ur. 9 października 1908 w Gniewaniu na Podolu, zm. 1 lutego 1979 w Warszawie) – lekarz weterynarii, naukowiec, profesor Szkoły Głównej Gospodarstwa Wiejskiego.

## Edukacja
Ukończył gimnazjum w Tomaszowie Mazowieckim (matura 1927). W 1928 rozpoczął studia matematyczne na Uniwersytecie Warszawskim. Rok później przeniósł się na Wydział Weterynaryjny tegoż uniwersytetu. W 1935 uzyskał dyplom lekarza weterynarii. Po studiach pracował w Katedrze Patologii i Anatomii Patologicznej jako st. asystent. Tam też (1937) doktoryzował się na podstawie pracy O zmianach histologicznych w nerkach płodu przy brucellozie bydła. 

## Pobyt w Przasnyszu
W latach 1937–1939 pracował w Przasnyszu jako powiatowy lekarz weterynarii. Po odbyciu kampanii wrześniowej wrócił do pracy w Przasnyszu, by w 1945 ponownie objąć stanowisko powiatowego lekarza weterynarii (do 1948).

## Praca naukowa
W 1946 odbył w Warszawie przewód habilitacyjny na podstawie pracy Wpływ ułożenia głowy i szyi na kształtowanie się czaszki płodów końskich i płynące stąd wskazania dla rozwiązywania ciężkich porodów u klaczy. W 1947 uzyskał tytuł docenta położnictwa zwierząt. Prowadził z tego zakresu wykłady zlecone. W latach 1948–1953 był konsultantem Ministerstwa PGR do spraw niepłodności klaczy. W 1950 został kierownikiem Katedry Położnictwa i Patologii Rozrodu Zwierząt (od 1952 w strukturze Wydziału Weterynaryjnego SGGW). W 1954 otrzymał tytuł profesora nadzwyczajnego, a w 1965 – profesora zwyczajnego. Za swą działalność naukowo-dydaktyczną i społeczno-zawodową był wielokrotnie odznaczany i nagradzany. Jego dorobek naukowy i publicystyczny obejmuje 110 pozycji.

## Działalność organizacyjna
W latach 1956–1958 był prodziekanem, a następnie w latach 1958–1960 dziekanem Wydziału Weterynaryjnego SGGW. W latach 1962–1965 pełnił funkcję prorektora ds. nauki SGGW. Był zastępcą redaktora naczelnego Życia Weterynaryjnego, a w 1955 i 1957 prezesem Polskiego Towarzystwa Nauk Weterynaryjnych. Członek Komitetu Nauk Weterynaryjnych PAN. 

## Uhonorowanie
Odznaczony między innymi Złotym Krzyżem Zasługi i Krzyżem Kawalerskim Orderu Odrodzenia Polski.
Został pochowany na cmentarzu w Marysinie Wawerskim. 25 czerwca 1983 odbyła się uroczystość nadania imienia prof. dr hab. Romana Hoppe lecznicy specjalistycznej w Przasnyszu. Na ścianie budynku odsłonięto tablicę pamiątkową (w październiku 2003 przeniesioną do dawnej siedziby starostwa powiatowego). Jego imię nosi też jedna z przasnyskich ulic.